# Fra Diavolo (Auber)
Fra Diavolo és una òpera en tres actes de Daniel Auber, amb llibret d'Eugène Scribe, basada en la vida del bandoler napolità Michele Pezza. S'estrenà a l'Opéra-Comique de París el 28 de gener de 1830. A Catalunya es va estrenar al Gran Teatre del Liceu de Barcelona l'11 de novembre de 1853.

## Lloc i època
Pels voltants de Nàpols, vers el 1830.

## Argument
L'assaltador de camins Fra Diavolo sembra la por i el terror allà per on passa. Però, per sort, Lorenzo es creua en el seu camí. El carabiner captura al bandoler, aconsegueix la recompensa oferta per ell i pot casar-se amb Zerline.

### Acte I
Zerline, la filla del fondista, que està promesa a un ric camperol, està enamorada del carabiner Lorenzo. Aquest és pobre i decideix intentar capturar al cèlebre bandoler Fra Diavolo per aconseguir la considerable recompensa que s'ofereix per la seva captura. Mentrestant, un matrimoni anglès arriba a la fonda cercant allotjament. Durant el viatge han estat assaltats per Fra Diavolo. En conèixer la notícia, Lorenzo es disposa a anar a la recerca del lladre. Llavors pareix Fra Diavolo disfressat de marquès i fa la cort a la dama anglesa. Lorenzo retorna amb el botí recuperat i és recompensat generosament pels anglesos.

### Acte II
De nit. És l'hora d'anar a dormir i Zerline amaga els diners de Lorenzo perquè ningú li pugui robar, però Fra Diavolo i els seus com-pinxes Beppo i Giacomo l'espien sense que la noia se n'adoni. Aquests planegen matar Zerline i robar els diners, però Fra Diavolo és sorprès per Lorenzo en l'últim moment. El presumpte marquès justifica la seva marxa amb el pretext d'una cita i, mentre Lorenzo i l'anglès discuteixen sobre quina de les dues dones és culpable d'infidelitat, la banda de bergants fuig.

### Acte III
Fra Diavolo s'ha posat d'acord amb Beppo i Giacomo perquè li facin un senyal quan no hi hagi moros a la costa i tot el món estigui a l'església. Però els dos truans cometen un descuit i són reconeguts per Zerline. Llavors Lorenzo els obliga a donar el senyal acordat, i Fra Diavolo és apressat. Ara Lorenzo ja té diners suficients per casar-se amb la seva estimada Zerline.

## Òpera còmica

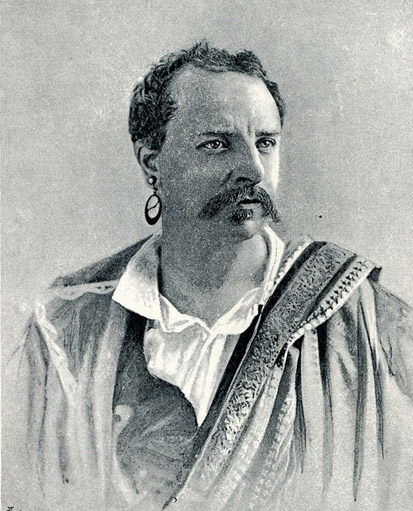
Charles Santley a Fra Diavolo el 1870

L'opéra comique fou considerada el gènere nacional de la història operística francesa de principis del segle xix junt amb el drame lyrique, importat d'Itàlia. Comparteix les mateixes arrels que el Singspiel alemany, si bé el to fonamental de l'opéra comique es distingeix per una lleugeresa especifica. Aquesta classe d'òperes es componien de diàlegs en prosa alternats amb coples lleugeres (anomenades couplets), números de conjunt senzills i entusiastes escenes corals.
L'atmosfera estava orientada bàsicament a la pura diversió i inclús a una comicitat frívola, deixant de costat qualsevol indici de tragèdia. Vers l'any 1870 es produí un canvi en aquesta concepció i el gènere fou enriquit amb una caracterització psicològica més profunda. Durant la primera meitat del segle xix va caure sobre París una allau d'obres d'aquest tipus, que va tindre la seva prolongació en les operetes d'Offenbach.

## El bandoler com a cavaller
El capitost dels bandolers Fra Diavolo, figura del qual resta basada en un personatge històric de l'època del rei de Nàpols, Josep Bonaparte, encarna el malfactor cavallerós que més tard perduraria en Arsène Lupin o en l'heroi cinematogràfic Zorro. Només el seu nom ja desperta temor, ja que, la imaginació dels camperols senzills l'identifica amb l'arquetipus del diable. Aquesta circumstància es reflecteix amb claredat en la narració de Zerline.
Això no obstant, el bandoler Fra Diavolo concedeix una gran importància a l'elegància, com resta palès durant el seu festeig a la Pamela (duo, acte I). Però també sap representar el paper de l'amant italià apassionat (barcarola, acte II).
El romanticisme de la vida dels bandolers que inundava l'escena mercès a la seva figura provocava una agradable sensació, sobre tot perquè no excedia els límits de la comicitat fantàstica.